# فياتشيسلاف فلاديميروفيتش
فياتشيسلاف فلاديميروفيتش (1083 – 1154) هو ابن الأمير فلاديمير الثاني. أمير سمولينسك
(1113 - 1125)، أمير توروف (1125 - 1132, 1134-1142, 1142 - 1146)،أمير بريسلافل (1132 - 1134, 1142)، أمير فيشهورود (1149 - 1150, 1150 - 1151)، الأمير المعظم في كييف (1139, 1151 - 1154).